# Jaú do Tocantins
Jaú do Tocantins este un oraș în Tocantins (TO), Brazilia.